# Lancelote-Graal
O Lancelote-Graal, também chamado Lancelote em prosa, Ciclo da Vulgata ou Ciclo de Pseudo-Map, é uma importante fonte literária de lendas arturianas, escrita originalmente em francês. Consiste em uma série de cinco volumes em prosa que contam a história da busca do Santo Graal e o romance entre o cavaleiro Lancelote e a rainha Genebra.
Apesar de os manuscritos do ciclo apontarem Walter Map (1140-c.1210) como autor, isso não é considerado possível atualmente, uma vez que esse escritor morreu cedo demais para ser o verdadeiro autor. Os livros foram escritos no século XIII, entre as décadas de 1210 e 1230.
O Ciclo do Lancelote-Graal é uma prosificação que utiliza elementos de antigos romances em verso que popularizaram as histórias arturianas, especialmente os do escritor francês Robert de Boron. De maneira geral, o Lancelote-Graal combinava histórias de caráter mitológico com a fé cristã.
O Ciclo é composto pelos seguintes títulos:
- Estória do Santo Graal: narra como José de Arimateia trouxe o Graal à Grã-Bretanha.
- Merlim: conta a estória do mago Merlim e as primeiras aventuras de Artur.
- O Livro de Lancelote do Lago: é a maior seção, abarcando cerca de metade do todo o ciclo. Conta as aventuras de Lancelote junto a outros Cavaleiros da Távola Redonda e o romance com Genebra.
- A Demanda do Santo Graal: narra a busca do Graal e seu encontro por Galaaz.
- A Morte do Rei Artur: sobre a morte de Artur por seu filho Morderete e o colapso do reino.

O Lancelote-Graal foi logo seguido por outra prosificação, chamada hoje Ciclo da Post-Vulgata, baseado na Vulgata mas com várias diferenças importantes nos personagens e histórias.